# Homer Tunnel
Der Homer Tunnel ist ein Straßentunnel in der Region Fiordland  der Südinsel Neuseelands. Er wurde 1954 eröffnet und verbindet den Milford Sound/Piopiotahi mit Te Anau und Queenstown. Er durchstößt die Hauptwasserscheide der Südinsel am Gebirgssattel Homer Saddle zwischen dem Eglinton Valley und dem Tal des Hollyford River/Whakatipu Kā Tuka im Osten und dem des Cleddau River im Westen.
Der geradlinige Tunnel besaß ursprünglich nur einen einzigen Fahrstreifen und war mit Schotter befestigt. Die Tunnelwände aus Granit sind unverkleidet. Das Ostportal befindet sich in 945 m Höhe. Der Tunnel verläuft bis zum Westportal über 1270 m mit einem Gefälle von etwa 1:10 abwärts. Bevor der Tunnel vergrößert und die Straße befestigt wurde, war er der längste nur mit Schotter befestigte Tunnel der Welt.

## Geschichte
William H. Homer und George Barber entdeckten den Homer Saddle am 27. Januar 1889. Homer schlug einen Tunnel an dieser Stelle vor, um den Zugang zum Gebiet um den Milford Sound/Piopiotahi zu verbessern.
J. Cockburn von der Southland Progress League leistete Lobbyarbeit für den Tunnel, sodass Regierungsarbeiter im Jahre 1935 mit den Arbeiten begannen. Der Tunnel und die mit ihm zusammenhängende Milford Road, Teil des heutigen SH 94, wurden als Arbeitsbeschaffungsmaßnahme während der Wirtschaftskrise, anfangs von fünf Männern mit Hacken und Schubkarren, gebaut. Die Männer lebten in Zelten in einer Gebirgsgegend, wo es das halbe Jahr kein direktes Sonnenlicht gab. Mindestens drei Arbeiter wurden in den folgenden Jahrzehnten von Lawinen getötet.
Die Arbeiten gingen nur langsam voran, unter anderem da Risse im Felsen Schmelzwasser eindringen ließen. Man baute schließlich Pumpen und ein Kraftwerk an einem nahegelegenen Fluss, um 40.000 Liter Wasser pro Stunde abzupumpen. Die Arbeit wurde vom Zweiten Weltkrieg unterbrochen, nachdem bereits 1940 der Durchbruch geschafft war. Eine Lawine zerstörte 1945 den Osteingang. Die Eröffnung des Tunnels verzögerte sich so bis 1954.

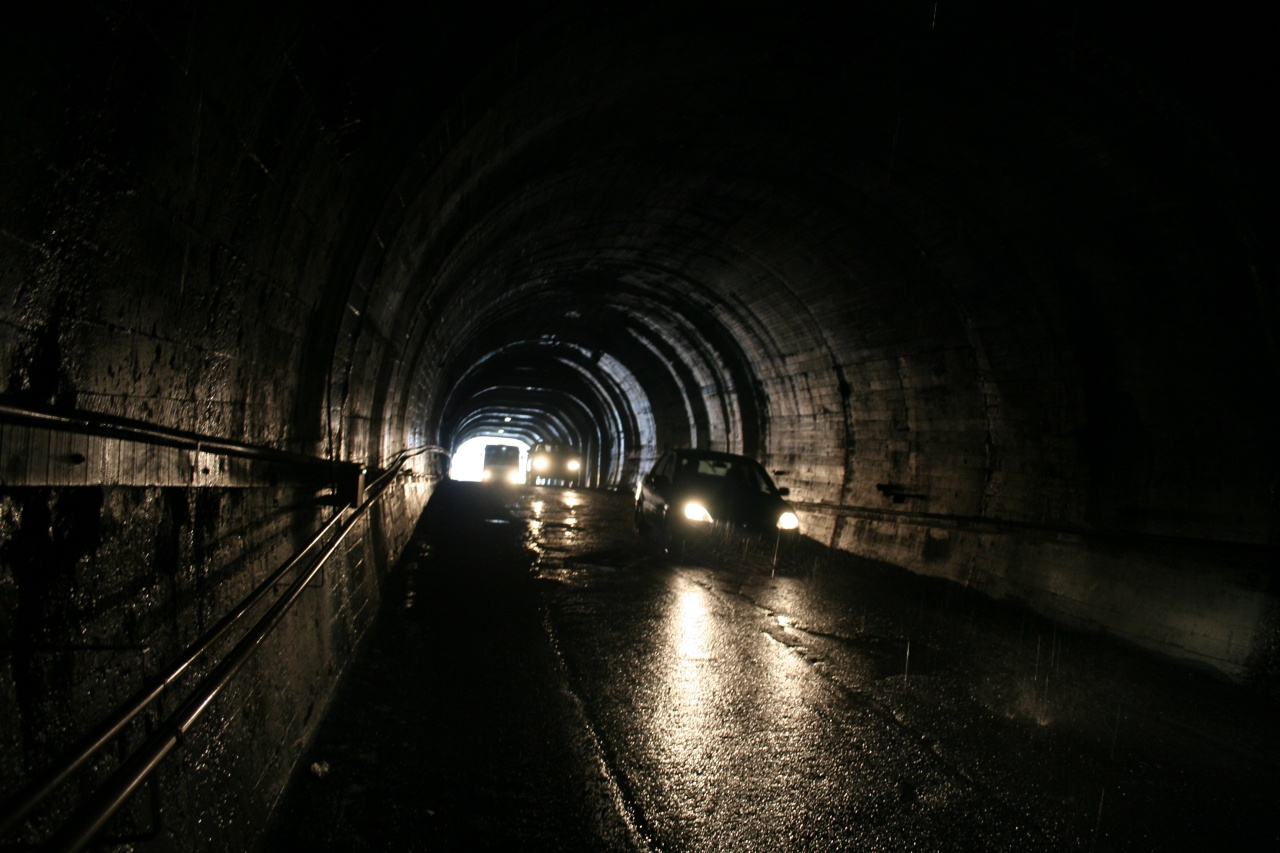
100 m im Inneren des Homer Tunnels
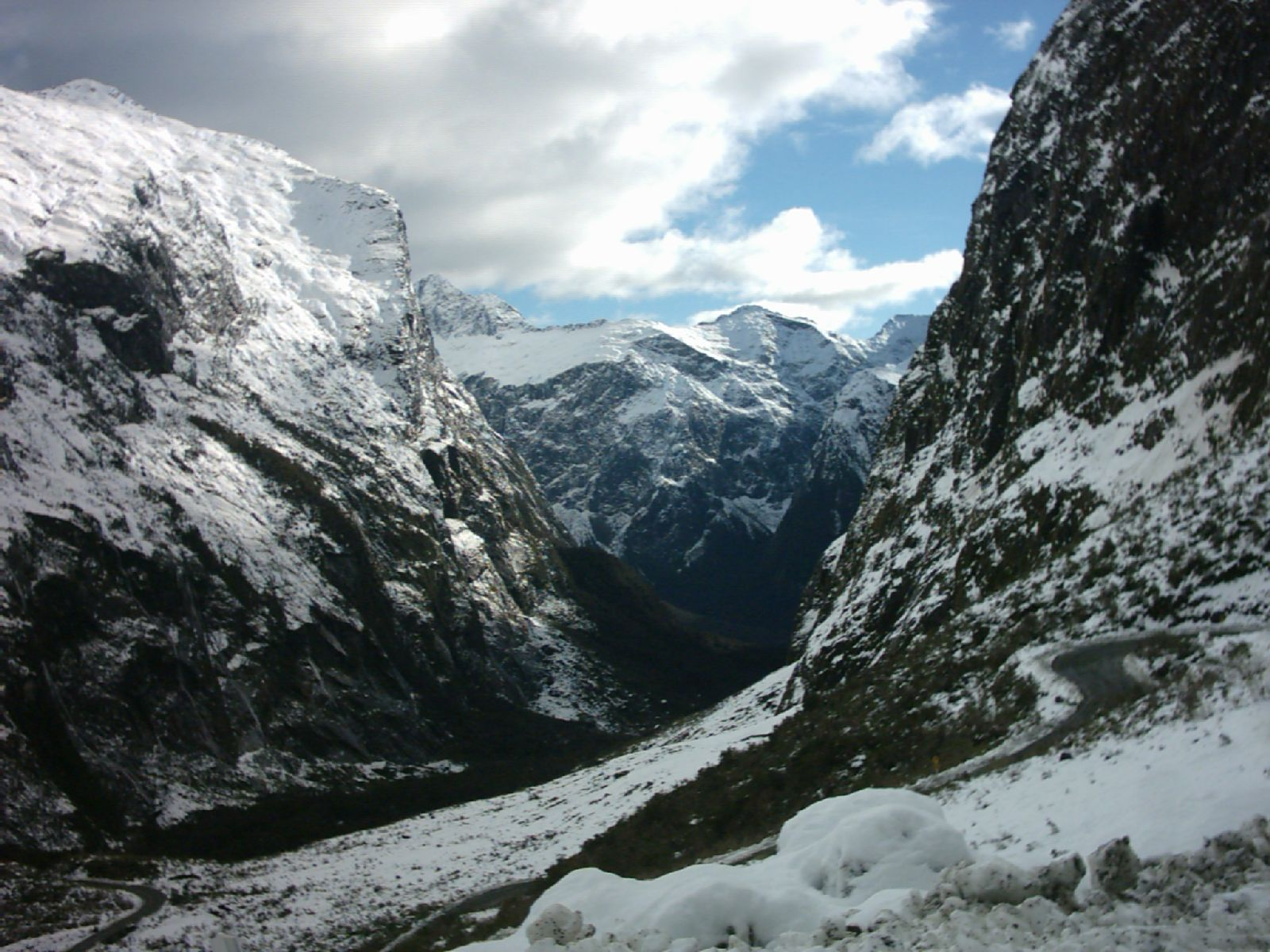
Ausblick vom Westportal des Homer Tunnel im Winter

## Sicherheit
2002 fing ein Bus mit Touristen aus Singapur 150 m vom Osteingang im Tunnel Feuer. Passagiere und Fahrer mussten sich durch den verrauchten Tunnel nur mit Hilfe der Scheinwerfer der vor dem Tunnel stehenden Autos in Sicherheit bringen. Zwei Touristen verloren die Orientierung und verließen den Tunnel schließlich durch das weit entfernte Westende. Drei Passagiere wurden wegen Rauchvergiftungen ins Krankenhaus geflogen. Im Ergebnis wurden ein Satellitentelefon und Feuerlöscher installiert. Zwei weitere Touristenbusse wurden im Januar und März 2008 außerhalb des Tunnels durch Feuer zerstört.
Eine Beleuchtung und eine Ampelanlage wurden 2004 eingebaut, um Kapazitäts- und Sicherheitsproblemen zu begegnen. Obwohl der Tunnel breit genug für die Begegnung eines Busses und eines kleineren Fahrzeuges ist, sind Begegnungen zweier Busse oder Campingmobile problematisch. Dazu kommt, dass der Verkehr sich zeitlich konzentriert: morgens Richtung Milford Sound/Piopiotahi und nachmittags Richtung Te Anau. Die Ampeln werden nur in der sommerlichen Hochsaison eingeschaltet, da die Lawinengefahr im Winter und Frühjahr ein zu großes Risiko darstellt, um die Fahrzeuge vor dem Tunnel warten zu lassen. Mit zunehmendem Verkehr auf der Straße wird eine Zunahme des Risikos für vor dem Tunnel wartende Fahrzeuge erwartet.
Eine Erweiterung des Tunnels auf zwei Fahrstreifen mit voller Breite ist im Gespräch. Obwohl dies das Lawinenrisiko für wartende Autos reduzieren würde, ist eine Umsetzung unwahrscheinlich, da die Straße im nationalen Maßstab wenig befahren wird, auch wenn sie von großer touristischer Bedeutung ist. In dem Gebiet wurden Lawinenwarnsysteme installiert und Transit New Zealand hatte 2005 eine Erneuerung der Lawinenschutzanlagen am Ostzugang mit hoher Priorität in der Planung. Dieses Projekt würde zwischen 14 und 15 Millionen NZ$ kosten und wird wahrscheinlich nicht vor Ende des Jahrzehntes starten. Ein Ausbau stand lange im Raum, wurde aber 2021 verworfen, da er zu teuer werden würde. Stattdessen soll eine Lawinenschutzgalerie am Anfang des Tunnels errichtet werden. Im November 2023 wurde mit dem Bau dieser Galerie begonnen. Sie ist 45 m lang, kostet 29 Millionen NZD und soll wartende Autos vor Lawinen und Steinschlag schützen.